# Lia Manoliu
Lia Manoliu, född 25 april 1932 i Chișinău, död 9 januari 1998 i Bukarest, var en rumänsk friidrottare.
Manoliu blev olympisk mästare i diskuskastning vid olympiska sommarspelen 1968 i Mexico City.